# Boxeo en los Juegos del Pacífico 2019
El Boxeo en los Juegos del Pacífico 2019 se llevó a cabo del 15 al 19 de julio en el Don Bosco College de Apia, Samoa.

## Resultados

### Masculino
| Evento | Oro                          | Plata                             | Bronce                                                    |
| ------ | ---------------------------- | --------------------------------- | --------------------------------------------------------- |
| 49 kg  | Berri Namri Vanuatu          | Maxie Mangea Papúa Nueva Guinea   |                                                           |
| 52 kg  | Zoheb Ali Fiyi               | Charles Keama Papúa Nueva Guinea  | Tearii Rua Polinesia FrancesaGill Kalai Vanuatu           |
| 56 kg  | Christon Amram Nauru         | Jamie Chang Papúa Nueva Guinea    | Roger Waoute Polinesia FrancesaLanson Ron Vanuatu         |
| 60 kg  | Nuuli Mose Samoa             | Pemberton Lele Islas Salomón      | Thadius Katua Papúa Nueva GuineaElia Rokobuli Fiyi        |
| 64 kg  | John Ume Papúa Nueva Guinea  | Jone Davule Fiyi                  | Alai Fa'aula SamoaTevii Steven Kiribati                   |
| 69 kg  | Marion Ah Tong Samoa         | Warren Warupi Papúa Nueva Guinea  | Franck Castan Nueva CaledoniaToaua Bangke Kiribati        |
| 75 kg  | Jancen Poutoa Samoa          | Ramses Thimoumi Nueva Caledonia   | Heiarii Mai Polinesia FrancesaFiu Tui Tuvalu              |
| 81 kg  | Ato Plodzicki-Faoagali Samoa | Jolando Taala Samoa Americana     | Tautuarii Nena Polinesia FrancesaKen Hurrell Tonga        |
| 91 kg  | Afaese Fata Kalepi Samoa     | Arthur Lavalou Papúa Nueva Guinea | Travis Tapatuetoa NiueHeimata Neuffer Polinesia Francesa  |
| 91 kg+ | Filimaua Hala Samoa          | Sepasitiano Hurrell Lavemai Tonga | Rileyanzac Tuala Samoa AmericanaSamson Bade Islas Salomón |

### Femenino
| Evento | Oro                           | Plata                           | Bronce                                                          |
| ------ | ----------------------------- | ------------------------------- | --------------------------------------------------------------- |
| 51 kg  | Flora Loga Papúa Nueva Guinea | Mahina Charlot Nueva Caledonia  |                                                                 |
| 60 kg  | Jennifer Chieng Micronesia    | Laizani Soma Papúa Nueva Guinea | Edith Tavanae Polinesia FrancesaFiona Tuilekutu Nueva Caledonia |
| 75 kg  | Faasu Loia Samoa              | Heiura Nena Polinesia Francesa  | Ismaela Motuku Nueva CaledoniaFeofaaki Epenisa Tonga            |

## Medallero
| #  | País               | Medalla de oro | Medalla de plata | Medalla de bronce | Total |
| -- | ------------------ | -------------- | ---------------- | ----------------- | ----- |
| 1  | Samoa              | 7              | 0                | 1                 | 8     |
| 2  | Papúa Nueva Guinea | 2              | 6                | 1                 | 9     |
| 3  | Fiyi               | 1              | 1                | 1                 | 3     |
| 4  | Vanuatu            | 1              | 0                | 2                 | 3     |
| 5  | Nauru              | 1              | 0                | 0                 | 1     |
| 5  | Micronesia         | 1              | 0                | 0                 | 1     |
| 7  | Nueva Caledonia    | 0              | 2                | 3                 | 5     |
| 8  | Polinesia Francesa | 0              | 1                | 6                 | 7     |
| 9  | Tonga              | 0              | 1                | 2                 | 3     |
| 10 | Samoa Americana    | 0              | 1                | 1                 | 2     |
| 10 | Islas Salomón      | 0              | 1                | 1                 | 2     |
| 12 | Kiribati           | 0              | 0                | 2                 | 2     |
| 13 | Niue               | 0              | 0                | 1                 | 1     |
| 13 | Tuvalu             | 0              | 0                | 1                 | 1     |